# Zagonie (Włoszczowice)
Zagonie – część wsi Włoszczowice w Polsce, położona w województwie świętokrzyskim, w powiecie pińczowskim, w gminie Kije.
W latach 1975–1998 Zagonie administracyjnie należało do województwa kieleckiego.